# Comunità montana
Eine Comunità montana, zu Deutsch Berggemeinschaft, ist in Italien ein Verband mehrerer Berg- und Vorberggemeinden. Die einzelnen Gemeinden können hierbei auch in unterschiedlichen Provinzen liegen.
Eingeführt wurden die Comunità montane in den 1970er Jahren mit dem Stand einer lokalterritorialen Körperschaft des öffentlichen Rechts. Die Einrichtung der einzelnen Berggemeinschaften erfolgt durch Dekret des Präsidenten der Region. Den Berggemeinschaften gleichgestellt sind die Insel- bzw. Archipelgemeinschaften (Comunità isolane bzw. Comunità di arcipelago).
Die Comunità montana hat die Aufwertung der Bergregionen zur Aufgabe und kann kommunale Funktionen, wie z. B. die Müllabfuhr, für die angeschlossenen Gemeinden übernehmen.
Berggemeinschaften existieren in allen Regionen, mit Ausnahme von Sizilien (1986 abgeschafft), Sardinien (2007 aufgehoben), Ligurien (2010 abgeschafft) und Trentino-Südtirol. Im Südtirol existieren stattdessen Bezirksgemeinschaften, im Trentino Talgemeinschaften, die aber weitergehende Funktionen als diejenigen der Berggemeinschaften ausüben.
Im französischsprachigen Aostatal wurden die Berggemeinschaften (französisch Communautés de montagne) von den Unionen Aostataler Gemeinden (französisch Unités des Communes Valdôtaines) abgelöst.

## Kritik
Die Comunità montane sind in Italien umstritten. Weil mit dem Status einer Berggemeinschaft auch großzügige Fördergelder einhergehen, wurden sogar Küstengemeinden zu Comunità montane zusammengeschlossen. Seitdem die Problematik in der Öffentlichkeit bekannt gemacht wurde, hat sich deren Anzahl reduziert.